# Mekarbakti (Kadungora)
Mekarbakti is een bestuurslaag in het regentschap Garut van de provincie West-Java, Indonesië. Mekarbakti telt 3964 inwoners (volkstelling 2010).